# Coenochilus glabratus
Coenochilus glabratus är en skalbaggsart som beskrevs av Karl Henrik Boheman 1857. Coenochilus glabratus ingår i släktet Coenochilus och familjen Cetoniidae. Inga underarter finns listade i Catalogue of Life.